# NOSTALGIC (HYDEの曲)
「NOSTALGIC」（ノスタルジック）は、日本のロックバンド・L'Arc〜en〜Ciel、VAMPSのボーカリストで、シンガーソングライターであるHYDEの15作目のシングル。表題曲は2021年6月25日に配信発売。フィジカルは2021年10月6日に発売。発売元はVirgin Music。

## 解説
前作「ON MY OWN」から約2ヶ月ぶりとなる新譜で、CDシングルとしては「LET IT OUT」から約11ヶ月ぶりとなる作品。なお、本作は2002年以来約19年ぶりに＜静＞をコンセプトとした楽曲制作に回帰した第一弾シングルとなっている。
本作の表題曲「NOSTALGIC」は、2002年に発表した1stアルバム『ROENTGEN』に収録された楽曲のような、弦楽器や生楽器をフィーチャーしたバラードナンバーに仕上げられており、同アルバム収録の「THE CAPE OF STORMS」を彷彿とさせる壮大な楽曲となっている。ちなみに今回のシングルを発表する段階で、＜静＞をコンセプトに制作された表題曲は、この曲以外にも数曲存在していたという。この曲を第一弾シングルとして発表した理由について、HYDEは「『ROENTGEN II（仮）』を作るからって言ってからのシングルだから、絶対アコースティックの静かな曲が来るとみんな想像してたと思う。俺も最初そうだったけど。でもだったら、逆に『ROENTGEN』でいう一番壮大な、例えば「THE CAPE OF STORMS」の雰囲気で一発目いくのがかっこいいんじゃないかと思って」と述べている。なお、この曲のミュージック・ビデオの構図に関しても、前記の「THE CAPE OF STORMS」と類似点が見えるものになっている。ちなみに、この曲の歌詞の舞台は北海道・富良野にあるような小さな駅であり、旅立ちのときの気持ちをイメージして書かれたものとなっている。
フィジカル発売前の2021年6月25日には、同日より開催されるオーケストラコンサートツアー「20th Orchestra Tour HYDE ROENTGEN 2021」に合わせ、各種音楽配信サイトにおいて、表題曲「NOSTALGIC」のダウンロード・ストリーミング先行配信が開始されている。なお、配信日には公式YouTubeアーティストチャンネルにおいて、楽曲のフルサイズが無料公開されている。
ちなみに表題曲のミュージック・ビデオは、HYDEの出身地である和歌山県にある白崎海洋公園で、ドローンカメラなどを駆使し撮影されている。また、HYDEは黒い衣装を着用し、海岸を背景に白い石灰岩の上で一人佇み歌唱しており、コントラストの強い映像に仕上げられている。なお、このミュージック・ビデオのティザー映像は、配信解禁日に合わせて公式YouTubeアーティストチャンネルで公開されている。また、リリースから約1ヶ月後の2021年7月24日には、ミュージック・ビデオのフルサイズが同チャンネルで無料公開された。
ジャケットのアートワークは、HYDEのソロワークス及びL'Arc〜en〜Cielの作品においてデザイナーとして長年携わってきたモート・シナベルが手掛けている。なお、今回のアートワークは、2001年より＜静＞をテーマに制作された「evergreen」「Angel's tale」「SHALLOW SLEEP」のシングル3作品のジャケットに薔薇や百合といった花が描かれていたことを踏まえ、その世界観を踏襲した一輪の花が撮影されている。
先行配信から約4ヶ月後の同年10月6日に、初回生産限定盤（CD＋DVD）、通常盤（CD）の2形態でフィジカルが発売された。初回限定盤には表題曲のミュージック・ビデオとドキュメンタリー映像、そして同年7月31日・8月1日に京都・平安神宮で行ったオーケストラコンサートツアー「20th Orchestra Concert 2021 HYDE HEIANJINGU」から「ZIPANG」のパフォーマンス映像を収録したDVDが付属している。
カップリングには、前述の京都・平安神宮で開催するオーケストラコンサートのためにアレンジし、新たにレコーディングした11thシングルの表題曲「ZIPANG」の"HEIANJINGU ver."を収録している。この音源には、篳篥や龍笛、笙、羯鼓、大太鼓、鉦鼓、楽筝、楽琵琶といった雅楽の音色を加えたオリエンタルなサウンドが特徴的なアレンジが施されている。

## 収録曲
| #  | タイトル                     | 作詞                   | 作曲                   | 編曲            | 時間 |
| -- | ---------------------------- | ---------------------- | ---------------------- | --------------- | ---- |
| 1. | 「NOSTALGIC」                | HYDE, Ali              | HYDE, hico             | HYDE, hico      | 4:32 |
| 2. | 「ZIPANG -HEIANJINGU ver.-」 | HYDE, Nicholas Furlong | HYDE, Nicholas Furlong | Daisuke Shinoda | 4:36 |

## 初回生産限定盤付属DVD
1. 「NOSTALGIC」ミュージックビデオ
ディレクター：二階健
2. 「NOSTALGIC」 MUSIC VIDEO ドキュメンタリー
3. 「ZIPANG -Live at HEIANJINGU (2021.8.1)-」

## タイアップ
NOSTALGIC
- フジテレビ系番組『Love music』10月度エンディングテーマ
- TVQ九州放送系番組『BARKUP TV』10月度オープニングテーマ

## 参加ミュージシャン
| NOSTALGIC - HYDE：Vocal - Hiroshi Kido：Drums - Junichi Sunayama：Double Bass - hico：Piano & Other Instruments - Yu Manabe：Violin - Naoko Ishibashi：Violin - Natsumi Okimasu：Violin - Yuri Kamei：Violin - Ayaka Johmoto：Violin - Masahiko Tohdoh：Violin - Ayaka Nohtomi：Violin - Shuga Hayashi：Violin - Yoko Fujinawa：Violin - Yasuhiro Morimoto：Violin - Masaki Shohno：Viola - Kim Hyojin：Viola - Misato Futaki：Viola - Masutami Endoh：Cello - Toshiyuki Muranaka：Cello - Hisami Tamaki：Contrabass - Kanako Akaki：Flute - Yuko Ohashi：Clarinet - Satoshi Kumasaka：Recorded, Mixed - Yujiro Yonetsu：Recorded - Emily Lazar：Mastered - Chris Allgood：Mastered | ZIPANG -HEIANJINGU ver.- - HYDE：Vocal - jam：Additional Lyrics - hico：Piano - Hiroshi Kido：Drums - Junichi Sunayama：Contrabass - Tomoki Ihira：Guitar - Megumi Nozaki：Percussion - Ayaka Nohtomi：Violin - Tomoe Nakajima：Violin - Natsue Kameda：Violin - Riyoko Matsui：Violin - Nao Yamada：Viola - Mikiyo Kikuchi：Viola - Kaori Imai：Cello - Mao Tomonoh：Cello - Kanako Akaki：Flute - Tomoko Nishizaki：Clarinet - Teppei Kawakami：Trumpet - Shutaro Matsui：Trumpet - Mai Saitoh：Horn - Yusuke Enomoto：Trombone - Kazuhiro Murase：Saxophone - Akinori Inaba：Hichiriki & Ryuteki - Kou Ishikawa：Sho - Daisuke Shinoda：Other Instruments - Rie Mimoto：Recorded - Yujiro Yonetsu：Recorded - Satoshi Kumasaka：Recorded, Mixed - Kenji Yoshino：Mastered |